# 楊州市
楊州市（：／ Yangju si */?）是大韓民國京畿道北部的一個城市，由楊州郡升格而成。

## 歷史
- 1963年1月1日－楊州郡蘆海面和九里面的五個里被編入首爾特別市。伊淡面昇格，並改稱為東豆川邑。和道面的3個里和榛接面的一個里、加平郡的一個里合組成為新設的水洞面。
- 1973年7月1日－九里面成為九里邑
- 1979年5月1日－渼金面昇格渼金邑
- 1980年4月1日－九里邑、渼金邑、榛接面、真乾面、水洞面、和道面、瓦阜面及別内面的一部從楊州郡分離，成為南楊州郡。別内面的高山里被編入議政府市。
- 1981年7月1日－東豆川邑成為東豆川市，從楊州郡分離。
- 1985年10月1日－檜泉昇格為檜泉邑
- 2000年9月25日－郡廳從議政府市遷至州内面
- 2000年10月1日－州内面改名并昇格為楊州邑
- 2001年10月1日－白石面昇格為白石邑
- 2003年10月19日－昇格為市。廢除檜泉邑、楊州邑。

## 外部連結
- 楊州市官方網頁 （页面存档备份，存于） 